# Noční hlídka (Terry Pratchett)
Noční hlídka (Night Watch) je humoristický fantasy román britského spisovatele Terry Pratchetta, 29. z cyklu (Úžasná) Zeměplocha. Jde o další z knih o Ankh-Morporské Městské hlídce.
Obálku vytvořil malíř Paul Kidby podle Rembrandtova obrazu Noční hlídka (ten je zobrazen na zadní obálce).
Tato kniha je první ze série Zeměplocha, pro kterou obálku nevytvořil Josh Kirby (zemřel rok před jejím vydáním).

## Obsah
Kniha se zabývá návratem velitele Samuela Elánia do minulosti zprostředkovaným pomocí magické nehody. Na začátku děje se setkáváme s oslavou Dne šeříku v Ankh-Morporku a pronásledováním zločince Karcera. Právě při zákroku na tohoto šíleného vraha se Elánius propadne do minulosti, do doby, která byla příčinou oslavy Dne šeříku. Karcer se však ocitl ve stejné době a bylo jej třeba dopadnout. Elánius ví, že se ve městě vyskytuje jeho mladší já a Karcer to ví také. Když Karcer zabije Elániova starého učitele Jana Kýlu, Elánius převezme Kýlovu identitu a učí své mladé já, které je čerstvě ve službách policie, přežít v ulicích, jako starší seržant Kýla. V těch se zatím připravuje revoluce a ta se připravuje i u Ankh-Morporkské šlechty. Jako šedá eminence zde vystupuje Madam Roberta Gilette a připravuje smrt místního patricije lorda Skřipce Sebevraždy. Tu pak uskuteční rukou svého synovce Havelocka Vetinariho. Než se však tak stane, lid se bouří proti hrůzovládě tohoto patricije v naději, že kandidát na příštítho patricije, lord Picbudka bude lepší a mírnější ke svým poddaným.
25. května se odehrává poslední boj, kde proti sobě bojuje Noční hlídka, na jejíž straně je Elánius, a Nepojmenovaní (postrach lidu) do jejichž čela se dostává Karcer. Elánius opouští bojiště a pomocí mnicha historie Lu-Tze zametá za sebou stopy a vrací se s Karcerem zpět do budoucnosti. Karcer je zatčen a Elánius se na úplném konci příběhu stává otcem.